# Nada Šakić
Nada Šakić (auch als Esperanza Luburić bekannt; * 4. August 1926 in Livno, Königreich Jugoslawien; † 5. Februar 2011 in Zagreb) war im Zweiten Weltkrieg als Mitglied der faschistischen Ustascha im Unabhängigen Staat Kroatien (NDH) eine Wärterin im KZ Stara Gradiška, einem Außenlager des KZ Jasenovac für Frauen und Kinder. Šakić (geborene Tambić, spätere Luburić) war die Halbschwester von Ustaša-General Vjekoslav Luburić und die Ehefrau von Kriegsverbrecher Dinko Šakić, der seinerseits das Vernichtungslager Jasenovac leitete.
1998 wurde das Ehepaar in Argentinien verhaftet und nach Kroatien ausgeliefert. Nada Šakić soll während ihrer Zeit im KZ im Frauenlager gemordet und gefoltert haben. Sie wurde vom Kreisgericht in Zagreb verhört, jedoch 1999 wegen Beweismangels wieder freigelassen.
Zusammen mit Maja Buždon und Božica Obradović gehört sie zu den bekanntesten weiblichen Ustascha-Mitgliedern, die gemeinsam auch „crna trojka“ genannt wurden.

## Leben
Als Halbschwester von Vjekoslav Luburić, dem Kommandeur aller Lager im faschistischen Kroatien, war Nada Šakić 1942 bereits im Alter von 16 Jahren im KZ Stara Gradiška tätig. Gemeinsam mit ihrem Ehemann floh sie 1945 aus Kroatien. Das Paar lebte bis zur Festnahme Dinko Šakićs im Frühjahr 1998 im 300 Kilometer südöstlich von Buenos Aires gelegenen Santa Teresita. Kennengelernt hat sich das Paar im KZ, wo Nada, die sich später Esperanza nannte, für ihre Grausamkeit bekannt gewesen sein soll. Monate später wurde sie ebenfalls nach Kroatien ausgeliefert und wie Dinko Šakić ins Zagreber Gefängnis gebracht, nachdem der „Nazi-Jäger“ und Leiter des Simon-Wiesenthal-Centers Efraim Zuroff beide ausfindig gemacht hatte. Die belastenden Dokumente des Simon-Wiesenthal-Centers führten letztendlich zur Auslieferung.
Im Juli 1998 übergab Efraim Zuroff den kroatischen Justizbehörden Dokumente, die Nada Šakić seiner Meinung nach überführen würden. Die Beweise reichten laut Auskunft der Staatsanwaltschaft nicht für eine Anklage aus. Nach Angaben der Justizbehörden in Zagreb litt Nada Šakić an der Parkinsonschen Krankheit. Während Tommy Bear von der Bnai Brith in New York (children of the covenant), dem ältesten jüdischen Kommunikationszentrum in den USA, Verständnis für die Erklärungen und das Verhalten der Zagreber Behörden fand und meinte, die Zeugen seien zu alt und die Beweise zu dürftig, gab sich der Nazijäger Efraim Zuroff optimistisch und meinte: „Ich vertraue der Justiz in Zagreb“. Im Zuge der Ermittlungen berichteten sowohl kroatische als auch serbische Medien, dass Šakić bereits am 5. Februar 2011 verstorben sei.